# Rafał Nahorny
Rafał Nahorny (ur. 22 lipca 1961 w Elblągu) – polski dziennikarz sportowy, komentator sportowy.

## Życiorys
W latach 80. ukończył studia prawnicze na Uniwersytecie Warszawskim, następnie pracował w Urzędzie Wojewódzkim w Elblągu, podjął aplikację radcowską, której nie ukończył. W 1988 rozpoczął podyplomowe studia dziennikarskie na UW i rozpoczął współpracę z Przeglądem Sportowym, przez 18 lat był członkiem redakcji pisma, relacjonował m.in. piłkarskie mistrzostwa świata w 1994 i piłkarskie mistrzostwa Europy w 1996 i 2000. Od 1995 komentował ligę angielską w stacji Canal+. W 2007 odszedł z Przeglądu Sportowego (był wówczas redaktorem prowadzącym działu „piłka nożna”) i poświęcił się pracy w telewizji. W Canal+ stworzył duet komentatorski z Andrzejem Twarowskim.
Ze Stanisławem Terleckim napisał książkę Pele, Boniek i ja (2006), z Marcinem Rosłoniem nakręcił film dokumentalny O krok od Pucharu. Legia Warszawa 1969/70 (2010).